# Georg Zoch
Georg Zoch (* 2. September 1902 in Danzig; † 31. März 1944 in Berlin) war ein deutscher Drehbuchautor, Filmregisseur und Autor von Bühnenstücken.
Zoch begann als Schauspieler und erhielt sein erstes Engagement 1926 am Stadttheater von Danzig. Später spielte er im polnischen Bielitz.
Seit 1932 schrieb er Filmdrehbücher. Seine Stoffe waren sehr verschiedenartig, meist handelte es sich um Komödien, aber auch Romanzen, Abenteuerfilme und Melodramen. Mit U-Boote westwärts! und Menschen im Sturm lieferte er die Drehbücher zu zwei nationalsozialistischen Propagandafilmen. Bei zwölf Spielfilmen und einigen Kurzfilmen führte er selbst Regie. Außerdem verfasste er Bühnenstücke, von denen Jenny und der Herr im Frack auch verfilmt wurde.
Er starb an einer Gasvergiftung in einem Berliner Hotel.

## Bühnenstücke
- 1940: Jenny und der Herr im Frack. 3 Akte Kriminalkomödie
- 1942: Gans du hast den Fuchs gestohlen! Eine bauernschlaue Komödie in 3 Akten
- 1942: Ein Mann für meine Frau. Eine ernsthafte Komödie in 3 Akten
- 1943: Eine Uhr schlug dreimal. Kriminalstück in 3 Akten

## Filmografie (als Drehbuchautor)
- 1933: Welle 4711 (Kurzfilm, auch Regie, auch Darsteller)
- 1933: Der Zarewitsch
- 1933: Glückliche Reise
- 1933: Schwarzwaldmädel (nur Regie)
- 1934: Die Liebe siegt (auch Regie)
- 1934: Pipin der Kurze
- 1934: Gern hab' ich die Frau'n geküßt
- 1934: Ein Walzer für dich (auch Regie)
- 1934: Der Vetter aus Dingsda (auch Regie)
- 1935: Alles hört auf mein Kommando (auch Regie)
- 1935: Alle Tage ist kein Sonntag
- 1935: Der Himmel auf Erden
- 1936: Die lustigen Weiber
- 1936: Befehl ist Befehl
- 1936: Blinde Passagiere
- 1936: Die letzte Fahrt der Santa Margareta (nur Regie)
- 1936: Ein Lied klagt an (auch Regie)
- 1936: Der lachende Dritte (auch Regie)
- 1937: Sein bester Freund
- 1937: Heiratsinstitut Ida & Co
- 1937: Pat und Patachon im Paradies
- 1937: Musik für dich
- 1938: Es kann der Beste nicht in Frieden leben
- 1938: Nanon
- 1939: Inspektor Warren wird bemüht
- 1939: Sehnsucht nach Afrika (auch Regie)
- 1939: Drunter und drüber
- 1939: Der Polizeifunk meldet
- 1939: Zwölf Minuten nach Zwölf
- 1939: Der Vorhang fällt
- 1940: Weltrekord im Seitensprung (auch Regie)
- 1940: Wenn Männer verreisen (auch Regie)
- 1940: Der dunkle Punkt (auch Regie)
- 1940: Die letzte Runde
- 1941: U-Boote westwärts!
- 1941: Jenny und der Herr im Frack
- 1941: Menschen im Sturm
- 1942: So ein Früchtchen
- 1943: Kohlhiesels Töchter
- 1943: Ein Mann für meine Frau
- 1944: Die Degenhardts
- 1944: Glück bei Frauen
- 1944/47: Umwege zu Dir